# Андреевское (деревня, Большесельский район)
В Ярославской области есть ещё 10 населённых пунктов с таким названием, в том числе в этом же районе и сельском поселении, но в Благовещенском сельском округе есть село Андреевское.
Андреевское — деревня на территории Чудиновского сельского округа в Благовещенском сельском поселении Большесельского района Ярославской области.
Деревня Андреевская указана на плане Генерального межевания Рыбинского уезда 1798 года.

## Население
В деревне Андреевское проживает 18 человек. По топографической карте на 1981 год в деревне проживало 0,03 тыс. человек.

## География
Деревня расположена на севере района, на правом, юго-восточном берегу реки Мормушка, левого притока реки Черёмухи. На противоположном берегу реки напротив Андреевского стоит деревня Чудиново. Выше по течению Мормушки к юго-западу на том же берегу стоит деревня Лыткино. По восточной окраине деревни проходит дорога из центра района Большое Село на Головинское и далее на Рыбинск, связывающая многие населённые пункты на левом берегу Черёмухи. Ближайшая деревня на этой дороге в сторону Большого Села — Большое Семенково, расположена примерно в 2 км к юго-востоку. В противоположную сторону в 1 км севернее Чудиново стоит деревня Вычесово. Деревня стоит в северо-западной части обширного поля, протянувшегося примерно на 5 км с запада на восток и на 4 км с севера на юг, на котором находится множество деревень Чудиновского сельского округа.